# WE the PEOPLE
WE the PEOPLE（ウィー・ザ・ピープル）は、アメリカ合衆国政府に対する請願を行うためのウェブサイト。

## 概要
2011年9月、バラク・オバマ政権の「開かれた政府」の目玉政策としてホワイトハウスが開設。13歳以上なら居住地や国籍に関係なく署名できる。署名が開始から30日以内に10万を超えれば、米政府は何らかの回答をする規定。米政府に請願する権利は合衆国憲法修正第一条に定められている。